# Надейковичи (Смоленская область)
 Надейковичи — деревня в Смоленской области России, в Шумячском районе. Расположена в юго-западной части области в 32 км к западу от Шумячей, у автодороги Шумячи — Зимонино, в 8 км к востоку от границы с Беларусью на берегу реки Крапивна.
Население — 264 жителя (2007 год). Административный центр Надейковичского сельского поселения.
Одно из древнейших сёл района, о чем свидетельствует и сохранившаяся до настоящего времени фамилия Войтовых, происхождение которой восходит ко времени существования Войтов.

## История
Бывшая деревня Мстиславского воеводства, Великого Княжества Литовского.
Во власти Российской империи.
В результате первого раздела Речи Посполитой (1772 год) Надейковичи оказались в составе Российской империи.
1772 год — из сведений о состоянии литовской провинции, собранных российскими властями, стало известно, что жители Мстиславского воеводства (Дрибин, Петровичи, Шумячи, Студенец, Костюковичи, Негин, Надейковичи и др.) жили за счёт контрабандной торговли. Провозили тайно в Россию воск, а оттуда — табак и соль.
Бывший волостной центр.
По официальным данным на 1866 год белорусы составляли 94,7 % населения.
25 марта 1918 года согласно Третьему Уставу Надейковичи были провозглашено частью Белорусской Народной Республики. 1 января 1919 года согласно постановлению I съезда Коммунистической партии Беларуси она вошла в состав Белорусской ССР, но 16 января Москва вместе с другими этнически белорусскими территориями приняли деревню в состав РСФСР.
В конце 19 в. была построена деревянная церковь Николая Чудотворца.
До революции 1917 года в селе было две школы (церковно-приходская и двуклассное училище), церковь, магазины, мельница. В 1941 году в деревне было 132 дома, 480 жителей.
В конце декабря 1917 г. в Надейковичах произошло восстание против Советской власти. Руководил им крестьянин из деревни Дубровка Войтов.

## Экономика
Средняя школа, медпункт, почтовое отделение, магазин, дом культуры, библиотека.

## Достопримечательности
- В деревенской школе учился Герой Советского Союза Гомонков И. Н.